# Bjarne Corydon
Pour les articles homonymes, voir Corydon.
Bjarne Fog Corydon, né le 1er mars 1973 à Kolding (Danemark), est un homme politique danois, membre des Sociaux-démocrates (SD) et ministre des Finances entre 2011 et 2015.

## Biographie
Il est titulaire d'un master de science politique, obtenu en 2000 à l'université d'Aarhus, et a toujours travaillé auprès des élus sociaux-démocrates danois. Directeur par intérim du bureau parlementaire des députés européens SD en 1996, il est recruté comme conseiller du bureau du groupe au Folketing en 2000. Il devient chef de cabinet de Helle Thorning-Schmidt, alors nouvelle présidente du parti, en 2005. 
Il est élu lui-même député lors des élections législatives du 15 septembre 2011. Le 3 octobre, il est nommé ministre des Finances dans le gouvernement de centre gauche de Helle Thorning-Schmidt.
Il est à l'origine de la décision controversée de vendre une partie de l'entreprise publique d'énergie DONG Energy à la banque d'investissement américaine Goldman Sachs qui a poussé le Parti populaire socialiste à quitter la coalition gouvernementale en janvier 2014. Il est maintenu dans ses fonctions ministérielles dans le nouveau gouvernement formé par Helle Thorning-Schmidt le 3 février après la crise.
Il est réélu pour un second mandat au Folketing lors des élections législatives de juin 2015 durant lesquelles le bloc de gauche retourne dans l'opposition.
En décembre 2015, il annonce qu'il s'apprête à quitter son mandat parlementaire et la vie politique pour rejoindre l'entreprise de conseil McKinsey le 1er février 2016.
En novembre 2017, Dagbladet Børsen, un journal spécialisé dans les questions économiques, annonce que Bjarne Corydon deviendra son directeur et rédacteur en chef à partir de janvier 2018.
En avril 2025, il est annoncé qu'il quittera ses fonctions au journal Børsen pour devenir le directeur général de DR, l'entreprise danoise de radio-télévision publique, à partir du 1er août.